# Olof Knutsson Hellström

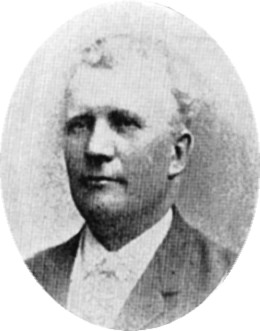
Olof Knutsson Hellström.

Olof Ola Knutsson Hellström, född 31 januari 1837 i Malmö Karoli församling, död 11 januari 1918 i Engelbrekts församling i Stockholm, var en svensk byggmästare. 

## Biografi

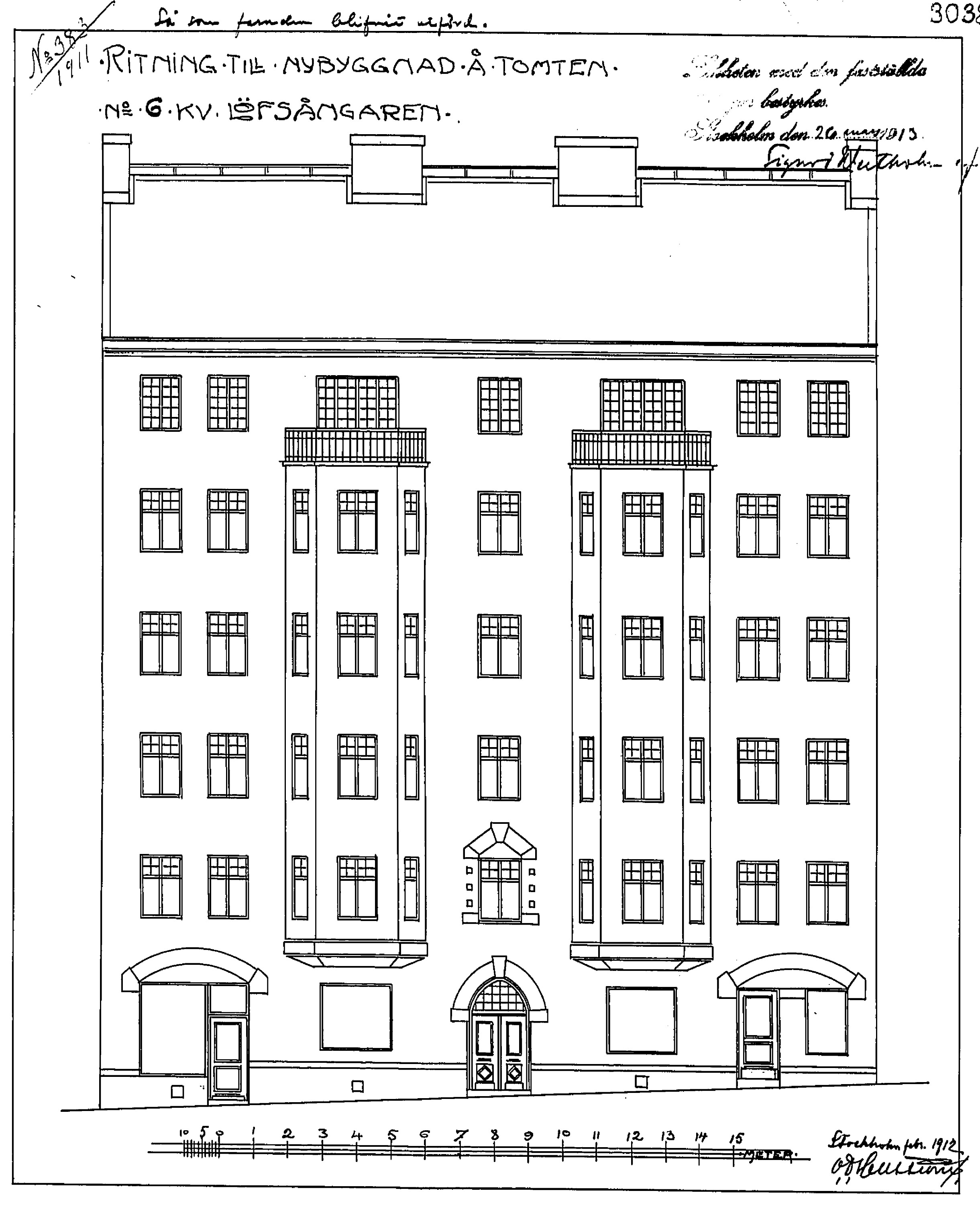
Lövsångaren 6, fasadritning.

Hellström blev redan vid tio års ålder faderlös och började arbeta som vallgosse och bonddräng. Mellan 1858 och 1860 
läste han vid Malmö tekniska skola och utbildade sig i muraryrket. Som murargesäll kom han 1862 till Stockholm och var sedan verkmästare hos bland andra byggmästaren Carl Henric Hallström. Den 25 februari 1891 godkändes han av Stockholms byggnadsnämnd att som byggmästare uppföra byggnader i huvudstaden. Bland hans arbeten märks Florakyrkan (riven 1966) som han byggde 1882–1883. Vid bygget av flerbostadshuset Lövsångaren 6 (1912–1913) vid Östermalmsgatan 3 i Lärkstaden uppträdde han som byggherre, byggmästare samt även som arkitekt. Flerbostadshuset Vakteln 1, Östermalmsgatan 31 (dåvarande 64) uppförde han 1898 för egen räkning. Här bosatte han sig med sin familj och bodde i huset till sin död 1918.

### Hem och familj
Hellström var gift med Klara Susanna Jonsson (född 1845) som härstammade från Östergötlands län. Enligt folkräkningen från 1890 bodde de med sina sex barn i den av Hellström byggda bostadsfastigheten Björken 20 (dagens Valhallvägen 100). Tio år senare var familjen bosatt i den egna fastigheten Vakteln 1 (dagens Östermalmsgatan 31). Familjens sommarnöje var villa Frankenburg vid Skurusundet som Hellström förvärvat år 1900. Här avled hustrun 1910. Hellström fann sin sista vila på Norra begravningsplatsen där han gravsattes i mars 1922 tillsammans med hustrun i en nyanlagd familjegrav.

### Uppförda byggnader (urval)
Fastighetsbeteckningar och adresser är från tiden och kan ha ändrats.
- Hinden 11, Grev Turegatan 71, 1880
- Hinden 8, Brahegatan 44, 1881
- Styrmannen 30, Storgatan 30, 1881

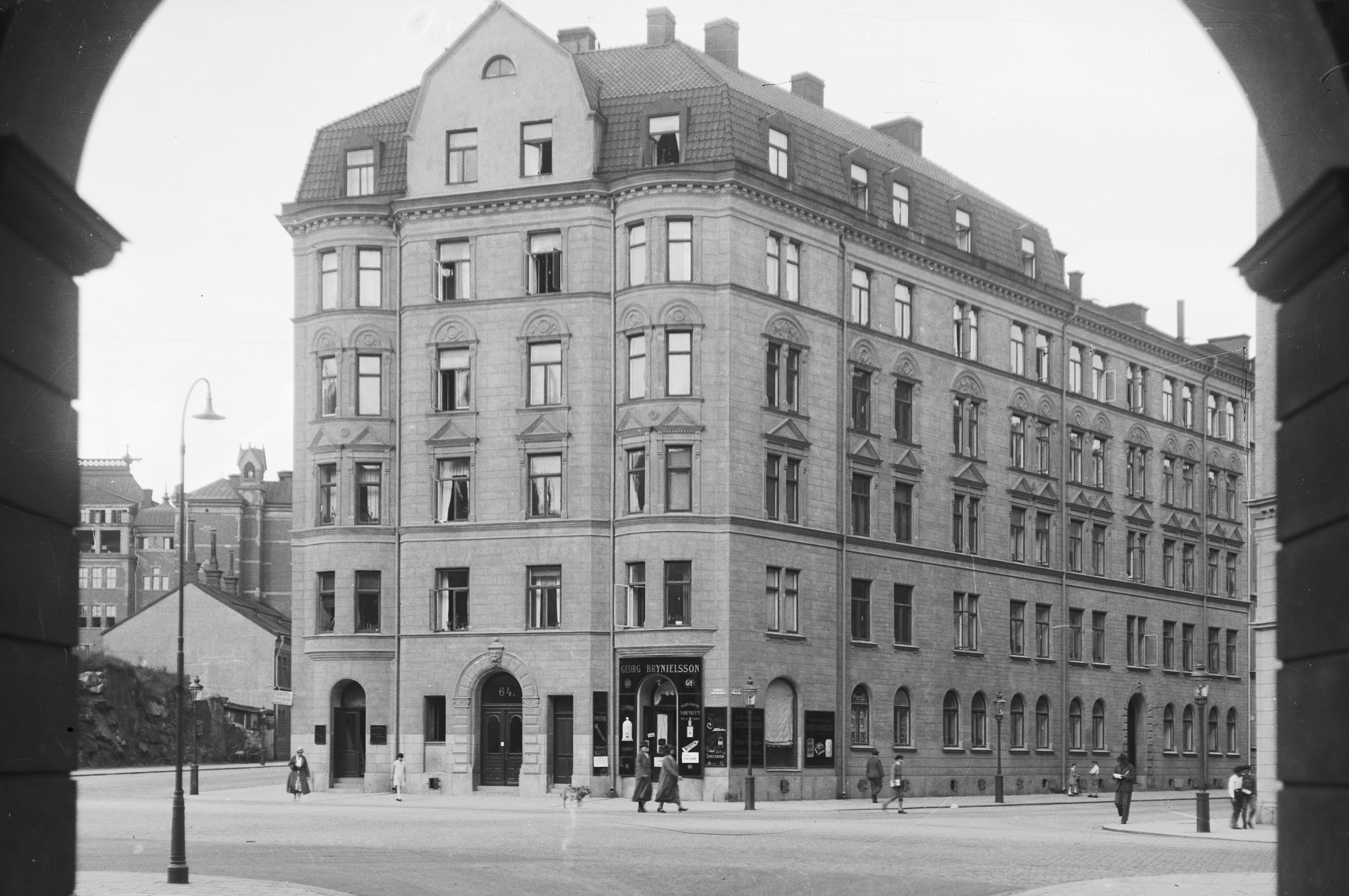
Vakteln 1, Östermalmsgatan 31, den egna fastigheten.

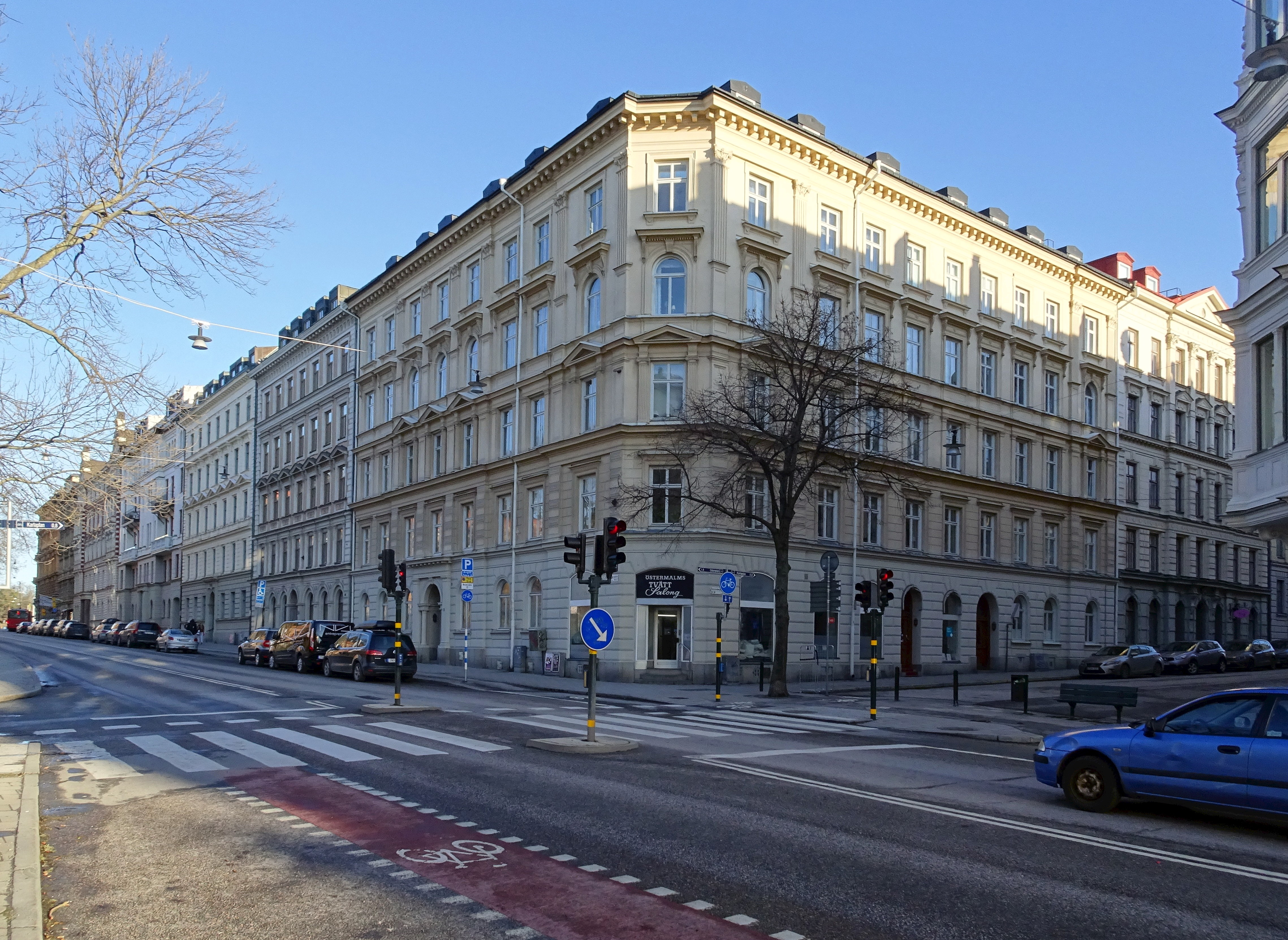
Älgen 19, Sturegatan 52.

- Havssvalget 24, Skeppargatan 11, 1881
- Älgen 19, Sturegatan 52, 1882
- Grävlingen 11, Jakobsbergsgatan 33, 1883
- Diana 1, Kungstensgatan 24, 1883
- Nedre Vätan 1 och 8, Norrlandsgatan 39-41, 1884
- Björken 19 och 20, Valhallvägen 41-43, 1888
- Sperlingens backe 40, Sturegatan 5, 1890
- Ormen större 1, Hornsgatan 52, 1891
- Fiskaren större 2, Götgatan 23, 1894
- Granen 17, Valhallvägen 49, 1894
- Paris 11, 13, 14 och 15, Bellmansgatan 15, 19, 21 och 23, 1897
- Rosendal större 25 och 26, Hornsgatan 29C och 29D, 1898
- Vakteln 6, Danderydsgatan 32 / Valhallavägen 78, 1898
- Vakteln 1, Östermalmsgatan 64, 1898 (den egna fastigheten)
- Skolan 3, Upplandsgatan 3 / Wallingatan 2, 1899